# Kazimierz (1856)
Kazimierz to wiślany statek pasażerski Królestwa Polskiego (środkowej Wisły) o napędzie bocznokołowym.

## Dane
- armator: Spółka Żeglugi Parowej
- miejsce budowy: Stocznia Elsnera, Koblencja n. Renem
- maszyna parowa
  - moc: 26 KM
  - produkcja: Stocznia Elsnera, Koblencja n. Renem.

## Historia
- 1856 r. – rozpoczęcie służby
- przed 1862 r. – wycofanie (w 1862 nie został wymieniony w spisie inwentarza Spółki Żeglugi Parowej)

## Literatura
- Witold Arkuszewski, Wiślane statki pasażerskie XIX i XX wieku, Gdańsk, Ossolineum 1973.